# مرقد يحيى (همدان)
مرقد يحيى (بالفارسية: امامزاده یحیی) هو مرقد شيعي تاريخي يعود إلى السلالة الصفوية، ويقع في همدان.